# Gynoplistia (Gynoplistia) chalybeata
Gynoplistia (Gynoplistia) chalybeata is een tweevleugelige uit de familie steltmuggen (Limoniidae). De soort komt voor in het Australaziatisch gebied.